# Компанієць Василь Олександрович
Василь Олександрович Компанієць (28 березня 1954)— український місцевий політичний діяч, голова Кіровоградської обласної держадміністраці (2004—2005).

## Біографія
Народився 28 березня 1954 року в селі Знам'янка Кіровоградської області. Закінчив Кіровоградський інститут сільськогосподарського машинобудування (1976), інженер-електрик; Кіровоградський державний технічний університет (2000), економіст.
З 1976 року працював інженером проєктно-конструкторського відділу, інженером відділу головного енергетика Луцького заводу виробів і пластмас, інженером-теплотехніком, майстром ремонтно-механічного цеху заводу «Пуансон» (м. Знам'янка).
З 1979 по 1993 рр. працював в органах держбезпеки в місті Кіровоград.
З 1993 року працював начальником відділу захисту інтересів Кіровоградської філії банку «INKO», начальником дільниці приватного підприємства "Фірма «ТІТ», заступником начальника юридичного відділу науково-виробничого об'єднання ПП "Фірма «Інкопмарк», директором ТОВ «Українська аграрна спілка», м. Кіровоград.
З 2000 — голова правління, ВАТ "Науково-виробниче об'єднання «ЕТАЛ» місто Олександрія.
З 08.2003 по 03.04.2003 року 1-й заступник голови Кіровоградської облдержадміністрації.
З 05 березня 2004 по 27 січня 2005 — Голова Кіровоградської обласної державної адміністрації.
З 2006 — депутат Кіровоградської обласної ради, член Постійної Комісії з питань екології та раціонального використання природних ресурсів, фракція Партії регіонів.